# Ордынский район
Орды́нский райо́н — административно-территориальная единица (район) и муниципальное образование (муниципальный район) в Новосибирской области России.
Административный центр — посёлок городского типа Ордынское.

## География
Район расположен на юге Новосибирской области. Географической особенностью района является разделение его Новосибирским водохранилищем на две неравные части: большую, на территории которой находятся все крупные населённые пункты, — левобережную и меньшую — правобережную. Район граничит с Кочковским, Чулымским, Коченёвским, Новосибирским сельским, Искитимским, Сузунским районами, а также с Алтайским краем. Территория района по данным на 2008 год — 438,9 тыс. га, в том числе сельхозугодья — 247,2 тыс. га (56,2 % всей площади).

### Рельеф района
Большая часть территории района расположена на Приобском плато, которое представляет собой повышенную равнину со слабым наклоном к долине реки Обь. Долина Оби обладает выраженной правосторонней асимметрией, а для её склонов характерны широкие ложбины стока и увалы. На территории района много коротких и глубоких оврагов и малых рек, отчего местность принимает увалисто-холмистый характер. Абсолютные отметки 100—287 метров, средняя высота плато около 200 метров.

### Водные ресурсы
Район богат водными ресурсами. На территории района располагается средняя часть Новосибирского водохранилища протяжённостью 86 километров. Ширина водохранилища достигает 4 километров, максимальная глубина — 12 метров. На территории района также протекает 16 малых рек, большинство из них — короткие, маловодные и мелководные. Озёр в районе практически нет, есть только сельскохозяйственные пруды.

### Лесные ресурсы
Лесами в Ордынском районе занято 160,8 тыс. га. Хвойные леса представлены на площади 64,6 тыс. га. Общий запас древесины составляет 23,3 млн м³, в том числе хвойных пород — 16,1 млн м³.

### Полезные ископаемые
В районе довольно мало месторождений полезных ископаемых. На территории района присутствуют Филипповское, Ордынское, Красноярское, Березовское, Верх-Ирменское месторождения кирпичных глин. На правобережье находится Абрашинское месторождение известняков, а в левобережье отмечены неразведанные запасы известняков близ села Спирино. В 1994 году выявлено месторождения титана и циркония по линии, соединяющей села Филиппово — Усть-Луковка — Козиха — Верх-Чик — Петровское — Бугринская Роща. Ширина россыпи 16 километров, длина — 46 километров, глубина залегания от 166 до 190 метров. Наиболее богатый участок россыпи обнаружен неподалёку от села Филиппово. Прогнозные ресурсы диоксида титана оцениваются в 20,9 млн тонн, диоксида циркония — 5,3 млн тонн.

## История
20 августа 1598 года на берегу реки Обь на территории современного Ордынского района тарским воеводой Андреем Воейковым в Ирменском сражении был разбит хан Кучум, после чего в политической истории самостоятельного Сибирского ханства была поставлена точка.
Ордынский район был образован 25 мая 1925 года на месте бывшей Ордынской волости в составе Ново-Николаевского уезда/округа (с 1926 — Новосибирского округа) Сибирского края.
С 1930 года Ордынский район — в составе Западно-Сибирского края. В начале 1935 года Ордынский район был в основном слит со Спиринским районом, при этом восточная часть района (в том числе, Ярковский, Верх-Ирменский, Проньковский и др. сельсоветы) вошла в Ярковский/Ирменский район.
В 1937 Ордынский район был включён во вновь образованную Новосибирскую область. В 1950-е годы в его состав частично вошёл Ирменский район (другая часть Ирменского района отошла в состав Новосибирского района). В 1959 году, при создании Обского моря, практически все обские деревни бывшего Ирменского района (например, Пронькино) ушли под воды этого искусственного водоёма.

## Население
| 2002    | 2004    | 2009    | 2010    | 2011    | 2012    | 2013    |
| ------- | ------- | ------- | ------- | ------- | ------- | ------- |
| 39 209  | ↗40 300 | ↘39 338 | ↘39 100 | ↘36 708 | ↘36 599 | ↘36 498 |
| 2014    | 2015    | 2016    | 2017    | 2018    | 2019    | 2020    |
| ↘36 167 | ↘35 664 | ↘35 447 | ↗35 752 | ↗35 939 | ↗36 045 | ↗36 209 |
| 2021    |         |         |         |         |         |         |
| ↘33 824 |         |         |         |         |         |         |

### Урбанизация
В городских условиях (рабочий посёлок Ордынское) проживают 27,95 % населения района.

### Национальный состав
По данным на 1 января 2004 года в районе проживало 40,3 тыс. человек, из них 29,9 тыс. в сельской местности. Национальный состав населения: 93 % — русские, остальные — немцы, украинцы, казахи, узбеки, таджики, татары и т. д.

## Муниципально-территориальное устройство
В муниципальный район входят 21 муниципальное образование, в том числе 1 городское поселение и 20 сельских поселений.
| №        | Муниципальное образование | Административный центр    | Количество населённых пунктов | Население (чел.) | Площадь (км²) |
| -------- | ------------------------- | ------------------------- | ----------------------------- | ---------------- | ------------- |
| 1e-06    | Городское поселение:      |                           |                               |                  |               |
| 1        | рабочий посёлок Ордынское | рабочий посёлок Ордынское | 1                             | ↘9455            | 21,64         |
| 1.000002 | Сельские поселения:       |                           |                               |                  |               |
| 2        | Берёзовский сельсовет     | деревня Берёзовка         | 2                             | ↘671             | 120,54        |
| 3        | Вагайцевский сельсовет    | село Вагайцево            | 2                             | ↘3890            | 177,88        |
| 4        | Верх-Алеусский сельсовет  | село Верх-Алеус           | 2                             | ↘810             | 252,69        |
| 5        | Верх-Ирменский сельсовет  | село Верх-Ирмень          | 3                             | ↘3824            | 249,47        |
| 6        | Верх-Чикский сельсовет    | деревня Верх-Чик          | 2                             | ↘734             | 225,40        |
| 7        | Кирзинский сельсовет      | село Кирза                | 2                             | ↗1866            | 193,26        |
| 8        | Козихинский сельсовет     | село Козиха               | 2                             | ↘1152            | 164,33        |
| 9        | Красноярский сельсовет    | село Красный Яр           | 1                             | ↘1438            | 105,84        |
| 10       | Нижнекаменский сельсовет  | село Нижнекаменка         | 4                             | ↘1300            | 959,64        |
| 11       | Новопичуговский сельсовет | село Новопичугово         | 1                             | ↗1035            | 94,94         |
| 12       | Новошарапский сельсовет   | деревня Новый Шарап       | 1                             | ↗1472            | 124,27        |
| 13       | Петровский сельсовет      | посёлок Петровский        | 3                             | ↘1236            | 312,01        |
| 14       | Пролетарский сельсовет    | посёлок Пролетарский      | 1                             | ↘1372            | 278,40        |
| 15       | Рогалевский сельсовет     | село Рогалево             | 1                             | ↘672             | 131,42        |
| 16       | Спиринский сельсовет      | село Спирино              | 3                             | ↘891             | 243,51        |
| 17       | Усть-Луковский сельсовет  | село Усть-Луковка         | 2                             | ↘1148            | 174,42        |
| 18       | Устюжанинский сельсовет   | деревня Устюжанино        | 3                             | ↘727             | 229,61        |
| 19       | Филипповский сельсовет    | село Филиппово            | 1                             | ↗801             | 124,02        |
| 20       | Чингисский сельсовет      | село Чингис               | 2                             | ↘526             | 448,86        |
| 21       | Шайдуровский сельсовет    | посёлок Шайдуровский      | 1                             | ↘458             | 115,72        |

### Населённые пункты
В Ордынском районе 40 населённых пунктов.
| №  | Населённый пункт | Тип             | Население | Муниципальное образование |
| -- | ---------------- | --------------- | --------- | ------------------------- |
| 1  | Абрашино         | деревня         | ↘37       | Нижнекаменский сельсовет  |
| 2  | Антоново         | деревня         | ↘182      | Спиринский сельсовет      |
| 3  | Берёзовка        | деревня         | ↘689      | Берёзовский сельсовет     |
| 4  | Борисовский      | посёлок         | ↘50       | Петровский сельсовет      |
| 5  | Бугринская Роща  | посёлок         | ↘33       | Петровский сельсовет      |
| 6  | Вагайцево        | село            | ↘2067     | Вагайцевский сельсовет    |
| 7  | Верх-Алеус       | село            | ↘679      | Верх-Алеусский сельсовет  |
| 8  | Верх-Ирмень      | село            | ↘3123     | Верх-Ирменский сельсовет  |
| 9  | Верх-Чик         | деревня         | ↘650      | Верх-Чикский сельсовет    |
| 10 | Ерестная         | деревня         | ↗25       | Нижнекаменский сельсовет  |
| 11 | Кирза            | село            | ↘1697     | Кирзинский сельсовет      |
| 12 | Козиха           | село            | ↘960      | Козихинский сельсовет     |
| 13 | Красный Яр       | село            | ↘1438     | Красноярский сельсовет    |
| 14 | Малоирменка      | деревня         | ↘301      | Козихинский сельсовет     |
| 15 | Малый Чик        | деревня         | ↘164      | Верх-Чикский сельсовет    |
| 16 | Милованово       | деревня         | ↘80       | Чингисский сельсовет      |
| 17 | Нижнекаменка     | село            | ↘1085     | Нижнекаменский сельсовет  |
| 18 | Новокузьминка    | деревня         | ↘252      | Верх-Алеусский сельсовет  |
| 19 | Новопичугово     | село            | ↗1035     | Новопичуговский сельсовет |
| 20 | Новый Шарап      | деревня         | ↗1472     | Новошарапский сельсовет   |
| 21 | Ордынское        | рабочий посёлок | ↘9455     | рабочий посёлок Ордынское |
| 22 | Петровский       | посёлок         | ↘1251     | Петровский сельсовет      |
| 23 | Плотниково       | деревня         | ↘394      | Верх-Ирменский сельсовет  |
| 24 | Поперечное       | деревня         | ↗230      | Верх-Ирменский сельсовет  |
| 25 | Пролетарский     | посёлок         | ↘1372     | Пролетарский сельсовет    |
| 26 | Пушкарёво        | деревня         | ↘270      | Устюжанинский сельсовет   |
| 27 | Рогалево         | село            | ↘672      | Рогалевский сельсовет     |
| 28 | Спирино          | село            | ↘577      | Спиринский сельсовет      |
| 29 | Средний Алеус    | село            | ↘201      | Устюжанинский сельсовет   |
| 30 | Степной          | посёлок         | ↘71       | Берёзовский сельсовет     |
| 31 | Сушиха           | деревня         | ↗359      | Усть-Луковский сельсовет  |
| 32 | Усть-Алеус       | село            | ↘137      | Спиринский сельсовет      |
| 33 | Усть-Луковка     | село            | ↘805      | Усть-Луковский сельсовет  |
| 34 | Усть-Хмелевка    | деревня         | ↘290      | Нижнекаменский сельсовет  |
| 35 | Устюжанино       | деревня         | ↘426      | Устюжанинский сельсовет   |
| 36 | Филиппово        | село            | ↗801      | Филипповский сельсовет    |
| 37 | Черемшанка       | деревня         | ↘135      | Кирзинский сельсовет      |
| 38 | Чернаково        | посёлок         | ↘1286     | Вагайцевский сельсовет    |
| 39 | Чингис           | село            | ↘540      | Чингисский сельсовет      |
| 40 | Шайдуровский     | посёлок         | ↘458      | Шайдуровский сельсовет    |

## Экономика

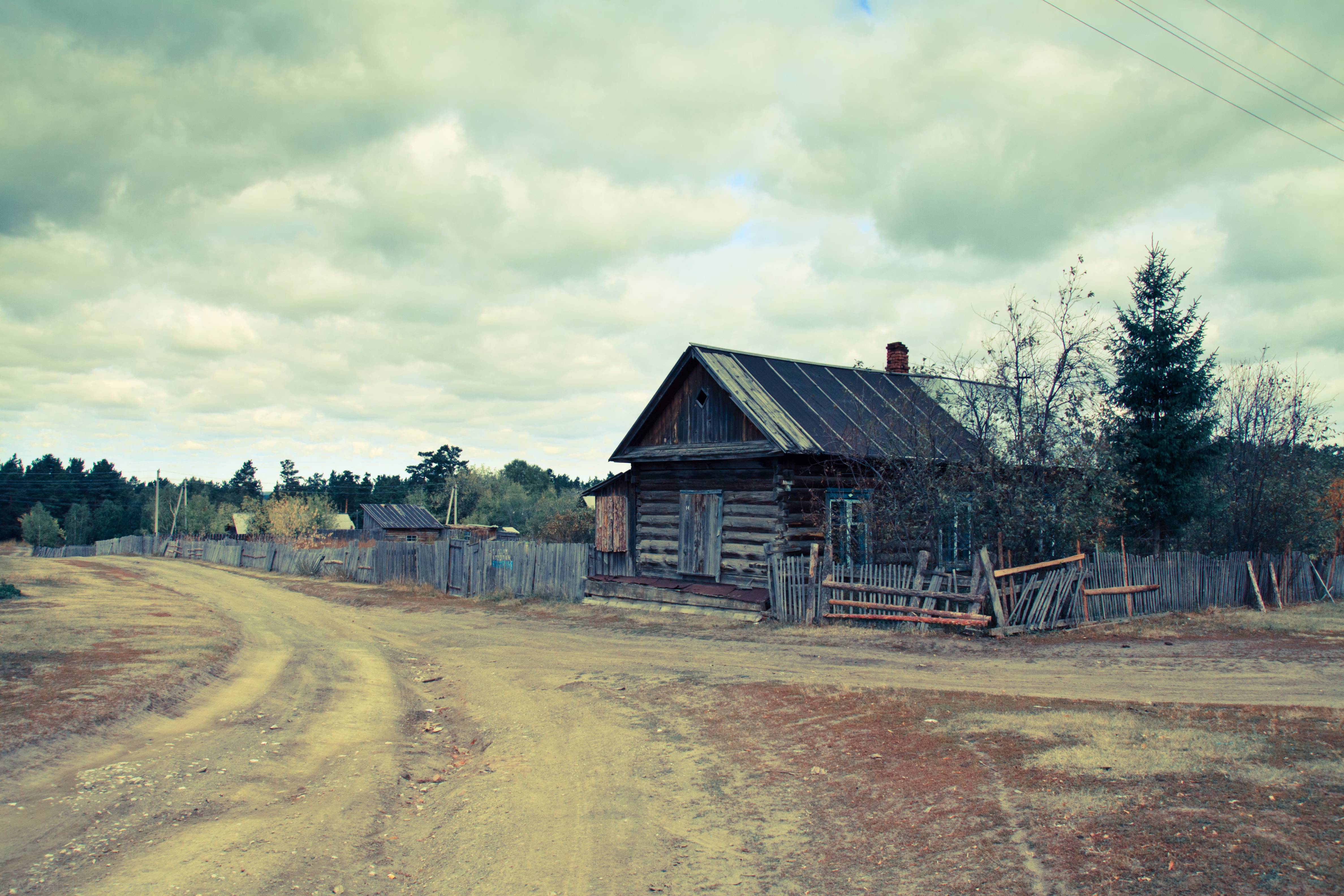
В селе Нижнекаменка

Ордынский район имеет преимущественно аграрную специализацию. Сельскохозяйственные угодья занимают примерно 54 % общей территории района, более 70 % сельхозугодий занято пашней. Район занимает первое место в Новосибирской области по количеству фермерских хозяйств, на его территории производится большая часть всей молочной продукции области.
Промышленные предприятия района относятся в основном к пищевой и деревообрабатывающей отраслям: рыбозавод, мебельная фабрика, Ордынский лесхоз. По левобережной части района проходят автодороги «Новосибирск—Павлодар» и «Новосибирск—Камень-на-Оби». На территории района располагается головное сооружение Новосибирского группового водовода (законсервировано), которое по плану должно было питать водой из Оби районы Кулунды.

## Дорожная сеть
От посёлка Ордынское до города Новосибирска по автодороге 105 километров. Протяжённость дорог общего пользования в районе 435 километров, в том числе с твердым покрытием — 408 километров (93,8 %).

## Достопримечательности
Под государственную охрану в районе принято 154 памятника археологии, 4 — архитектуры и 17 памятников истории. Имеется краеведческий музей.

### Природные богатства
- Караканский бор;
- Урочище "Тёртый камень" с дверью в скале;
- Государственный природный заказник «Ордынский» (площадь — 46,6 тыс. га);[26]
- Водохранилище Новосибирской ГЭС (в народе называется Обским морем);
- "Плавучий остров" на острове Чингис;[27]
- Цветные глины, которыми расписаны своды чингисской церкви Во имя Святых апостолов Петра и Павла;
- Мраморный карьер (с. Абрашино).

### Культурно-исторической наследие
- Курганный могильник I тысячелетия до н.э. у с. Ордынского;
- Место окончательного разгрома войск хана Кучума отрядом дружины Ермака под предводительством Андрея Воейкова в устье реки Ирмень;
- Культурный комплекс с часовней в память о Геннадие Заволокине;[28]
- Чингисская церковь Во имя Святых апостолов Петра и Павла;
- Церковь Александра Невского (с. Красный Яр);
- Михаило-Архангельский женский монастырь — православный женский монастырь Русской Церкви в Новосибирской епархии (с. Малоирменка);
- Ордынский краеведческий музей содержит множество ценных экспонатов. Самый ценный из них — "Оленный камень" — оценивается в 3000 лет;
- Обелиск «Братской могилой борцов за власть советов» (с. Кирза);
- Печь под открытым небом, сложенная из бутового камня — XIX век (расположена вблизи переправы Спирино - Чингис).

### Прочее
Район располагает многочисленными базами отдыха на берегу водохранилища.

## Герб
Герб Ордынского района утверждён решениями территориального Совета депутатов Ордынского района Новосибирской области от 8 февраля 2000 года «О гербе Ордынского района» и от 24 марта 2000 года «О Положении о гербе Ордынского района». Герб Ордынского района внесен в Государственный геральдический регистр Российской Федерации за № 1075.
Описание герба: «Герб Ордынского района представляет собой рассечённый по диагоналям четверочастный щит. Верхняя и нижняя части — синего цвета, боковые — зелёного. Щит разделяют три золотых пшеничных колоса (два по диагонали, и один по вертикали), оконечность которых в точке пересечения переходит в золотые наконечники стрел. В центре поля на колосья наложен малый чернённый щиток круглой формы, обременённый в центре летящей белой стилизованной чайкой и 20-ю круглыми заклепками по окружности».
Авторы герба — геральдисты А. Ю. Журавков и А. В. Кошелев.

## Выдающиеся жители
- Бугаков Юрий Федорович — Герой Социалистического Труда, Заслуженный работник сельского хозяйства РСФСР, Почетный доктор Сибирского научно-исследовательского института земледелия и химизации сельского хозяйства, СО РАСХН, Почетный доктор Новосибирского государственного аграрного университета, Почетный гражданин Новосибирской области.[29]

Герои Советского Союза:
- Власов Алексей Васильевич;
- Гаранин Алексей Дмитриевич;
- Ивлев Гавриил Михайлович;
- Кириллов Михаил Семёнович;
- Красиков Александр Васильевич;
- Лыков Василий Михайлович;
- Мордакин Николай Иванович;
- Неделько Фёдор Никитич;
- Некрасов Николай Васильевич;
- Устюжанин Яков Маркович;
- Черных Матвей Митрофанович;
- Шилов Пётр Никифорович.